# Geocrypta campanulae
Geocrypta campanulae är en tvåvingeart som först beskrevs av Cornelius Herman Muller 1871.  Geocrypta campanulae ingår i släktet Geocrypta och familjen gallmyggor. Inga underarter finns listade i Catalogue of Life.